# Joel Beeke
Joel Robert Beeke (* 9. Dezember 1952) ist ein US-amerikanischer evangelisch-reformierter Theologe. Gegenwärtig (Stand 1. Juni 2024) ist er Pastor der Heritage Reformed Congregations und Kanzler des Puritan Reformed Theological Seminary in Grand Rapids.

## Ausbildung und frühe Dienstzeit als Pastor
Beeke studierte von 1974 bis 1978 Theologie unter J.C. Weststrate in Canada und wurde 1977 als Pastor der Netherlands Reformed Congregations in Sioux Center ordiniert. 1981 wechselte er als Pastor an die Ebenezer Netherlands Reformed Church in Franklin Lakes. 1988 wurde Beeke mit einem PhD am Westminster Theological Seminary promoviert. Im selben Jahr wechselte als Pastor an die Netherlands Reformed Congregation in Grand Rapids.

## Kirchenspaltung
Seit seinem Studium war Beeke mit seiner ersten Ehefrau verheiratet. 1986 kam es zur Trennung und 1988 zur Scheidung. Nur ein Jahr später heiratete Beeke seine zweite Ehefrau Mary Kamp. Die Ehescheidung führte zu Spannungen innerhalb der ca. 10.000 Mitglieder starken Netherlands Reformed Congregations. Eine Untersuchung der Scheidung auf Classis-Ebene konnte aufgrund des Wechsels von Beeke nach Grand Rapids nicht fortgeführt werden, so dass nicht geklärt worden ist, ob die Scheidung kirchenrechtlich rechtmäßig erfolgt war. Innerhalb der Synode der Reformed Netherlands Congregations wurde auch wegen der Wiederheirat in Frage gestellt, ob Beeke weiter das Amt eines Pastors ausüben durfte. Ein offizieller Brief der 100.000 Mitglieder starken Schwesterkirche aus den Niederlanden, den Gereformeerde Gemeenten forderte die Synode auf zu handeln und darüber abzustimmen, ob Beeke weiter Pastor bleiben dürfe. Diese Abstimmung – die vermutlich zur Amtsenthebung geführt hätte – fand nicht mehr statt, noch während der Synodentagung kam es zur Kirchenspaltung; Beeke und acht Ortsgemeinden, darunter seine eigene, traten aus dem Kirchenbund aus und gründeten die Heritage Reformed Congregations.

## Weiteres Wirken
Beeke gründete 1994 Reformation Heritage Books, einen reformierten Buchverlag. 1995 wurde auf Beekes Betreiben das Puritan Reformed Theological Seminary gegründet, dessen Präsident er bis 2023 war.

## Schriften (Auswahl)
- Assurance of faith. Calvin, English puritanism, and the Dutch second reformation. Lang, New York [u. a.] 1991, ISBN 0-8204-1428-X.
- mit Diana Kleyn: Auf Fels gebaut. Kinderbuchreihe. Betanien, Oerlinghausen 2013 (englisch: Building on the rock series. Illustrationen von Jeff Anderson).
  - Wie Gott durch ein Gewitter wirkte und andere Andachtsgeschichten. Band 1, ISBN 978-3-935558-31-0 (Übersetzt von Joachim Schmitsdorf).
  - Wie Gott die Piraten besiegte und andere Andachtsgeschichten. Band 2, ISBN 978-3-935558-32-7 (Übersetzt von Joachim Schmitsdorf).
  - Wie Gott durch eine Schneewehe rettete und andere Andachtsgeschichten. Band 3, ISBN 978-3-935558-33-4 (Übersetzt von Anne Mirjam Quiring).
  - Wie Gott bei Dürre einen Schirm sandte und andere Andachtsgeschichten. Band 4, ISBN 978-3-935558-34-1 (Übersetzt von Silke Voß).
  - Wie Gott zur Rettung einen Hund schickte und andere Andachtsgeschichten. Band 5, ISBN 978-3-935558-35-8 (Übersetzt von Joachim Schmitsdorf).
- Debated issues in sovereign predestination. Early Lutheran predestination, Calvinian reprobation, and variations in Genevan Lapsarianism. Vandenhoeck & Ruprecht, Göttingen 2017, ISBN 978-3-525-55260-5.
- mit Mark Jones: Systematische Theologie der Puritaner. 3L Verlag, Waldems 2019, ISBN 978-3-943440-88-1 (englisch: A Puritan theology. Übersetzt von Wilhelm Schneider).
- mit Christopher W. Bogosh: Sterben und Tod. Auf das Unabwendbare richtig vorbereitet sein. 3L Verlag, Waldems 2019, ISBN 978-3-943440-76-8 (englisch: Dying and death. Übersetzt von Doris Leisering und Peter Prock).
- Wie du die Bibel lieben lernst. Ein Ratgeber für junge Menschen. Voice of Hope, Reichshof-Mittelagger 2020, ISBN 978-3-947978-59-5 (englisch: How should teens read the bible?).
- mit Martin I. Klauber (Hrsg.): The Synod of Dort. Historical, theological, and experiential perspectives. Vandenhoeck & Ruprecht, Göttingen 2020, ISBN 978-3-525-54077-0.
- mit Steven J. Lawson: Glaube und Werke sind kein Widerspruch. Paulus und Jakobus über die Lehre der Rechtfertigung. 3L Verlag, Waldems 2020, ISBN 978-3-944799-18-6 (englisch: Root & fruit.).
- mit William Boekestein: Warum Christus kam. Voice of Hope, Reichshof-Mittelagger 2022, ISBN 978-3-947978-10-6 (englisch: Why Christ came.).